# Ricardo Miguel Martins Alves
Ricardo Miguel Martins Alves (sinh ngày 9 tháng 5 năm 1991 ở Vila Nova de Cerveira, Viana do Castelo) là một cầu thủ bóng đá người Bồ Đào Nha thi đấu cho Leixões S.C. ở vị trí hậu vệ trái hoặc trung vệ.

## Danh hiệu
Astra Giurgiu
- Liga I: 2015–16[2]